# Gerhard Westram
Gerhard Westram (* 29. Oktober 1907 in Burg (bei Magdeburg); † 17. Juli 1977) war ein deutscher Jurist.

## Werdegang
Westram wurde als Sohn des Volksschullehrers und späteren Rektors Fritz Westram geboren. Er besuchte das Staatliche Viktoria-Gymnasium zu Burg, an welchem er im Jahr 1926 die Reifeprüfung ablegte. Im Anschluss daran studierte er Rechtswissenschaften an den Universitäten Würzburg, Berlin und Halle und bestand am 29. November 1929 am Oberlandesgericht Naumburg die erste juristische Staatsprüfung. Bereits im Sommersemester 1926 wurde er Mitglied der Burschenschaft Germania zu Würzburg. Im Jahr 1931 schloss er sein Studium mit der Promotion (Dr. iur.) an der Universität Halle ab. Von 1934 bis 1942 war er als Geschäftsführer der Töpfer-Innung Berlin tätig. Dann wurde er zum Kriegsdienst eingezogen. Von 1946 bis 1951 war er bei der Staatsanwaltschaft Berlin tätig und seit 1948 Oberstaatsanwalt bei der Staatsanwaltschaft des Kammergerichts. Von 1951 bis 1972 war er Bundesanwalt bei der Bundesanwaltschaft, Dienststelle Berlin, und seit 1959 ständiger Vertreter des Bundesjustizministeriums beim Bevollmächtigten der Bundesrepublik Deutschland in Berlin.

## Ehrungen
- 1972: Großes Verdienstkreuz der Bundesrepublik Deutschland

## Veröffentlichungen
- Wem gebührt das "lucrum ex negotiatione"? Burg bei Magdeburg 1931, Dissertation Universität Halle.